# Maya Widmaier-Picasso
María de la Concepción "Maya" Widmaier-Picasso, senare Maya Ruiz-Picasso, född 5 september 1935 i Boulogne-Billancourt, Frankrike, död 20 december 2022, var Pablo Picassos äldsta dotter.
Maya Ruiz-Picasso var dotter till Pablo Picasso i hans förhållande med Marie-Thérèse Walter (1909–1977). Hon döptes efter faderns syster, som hade avlidit när Pablo Picasso var 14 år gammal. Hon var den näst äldsta av Pablo Picassos fyra barn. Hon hade en äldre halvbror, Paulo (1921–1975) och två yngre syskon, Claude Picasso (född 1947) och Paloma Picasso (född 1949).
När hon föddes, var Picasso fortfarande gift med Olga Khokhlova (1891–1955). Hennes mor Marie-Thérèse Walter hade haft ett förhållande med Picasso sedan 1927. Maya Ruiz-Picasso poserade för ett antal verk för sin far under hela sin uppväxt. Redan 1938 avbildades hon på Första snön. År 1938, vid samma tid som Picasso målade Guernica gjorde han bland annat porträtten Maya med docka och Maya i sjömansdräkt. Åren 1938–1939 målade han sammanlagt 14 porträtt av henne.
Vid 18 års ålder flyttade hon till Spanien för att studera på Lycée Français de Madrid i Madrid. Vid 20 års ålder flyttade hon tillbaka till Paris och arbetade som assistent till Josephine Baker. År 1960 gifte hon sig med marinofficeren Pierre Widmaier, med vilken hon fick tre barn, varav konsthistorikern Diana Widmaier Picasso.
Efter Pablo Picassos död 1973 gick hon till domstol för att bli erkänd som bröstarvinge. Hon blev – tillsammans sina tre halvsyskon – arvtagare till Picasso, vilken inte efterlämnat något testamente. Hon arbetade därefter med Picassos konstnärliga arv. År 2015 instiftade hon "la Fondation Maya Picasso pour l'Éducation Artistique", vilken öppnade för allmänheten den ateljé som Picasso hade på rue des Grands Augustins 7 i Quartier Saint-Germain-des-Prés i Paris.